# Departamento Chos Malal
Chos Malal es uno de los 16 departamentos en los que se divide la provincia del Neuquén (Argentina).

## Superficie y límites
El departamento tiene una extensión de 4330 kilómetros cuadrados y limita al norte con Chile y la provincia de Mendoza, al este con el departamento Pehuenches, al sur con el departamento Ñorquin y al oeste con el departamento Minas. 

## Población
Según el Censo 2010, vivían 15 138 personas en todo el departamento. Esta cifra lo ubicaba como el 5.º departamento más poblado de la provincia.
El censo argentino de 2022 reportó 18 368 habitantes.Esto representó un crecimiento del 20.4%.

## Historia
El territorio del actual departamento argentino estuvo dominado por aborígenes pehuenches mapuchizados que se ubicaron en la zona del río Malalhue desde 1770 y que a partir de 1822 se aliarían a unos cuatreros chilenos realistas, más conocidos como los hermanos Pincheira.
Hacia 1842 el territorio se convirtió en un lugar de paso de ganado vacuno que les vendían los mapuches boroanos —productos de malones a las estancias pampeanas argentinas— a los hacendados de la vecina República de Chile, durante la presidencia de Manuel Bulnes, a quienes los pehuenches les arrendaban tierras cobrando un canon, y poder de esta manera cruzarlos a través de la cordillera de los Andes.

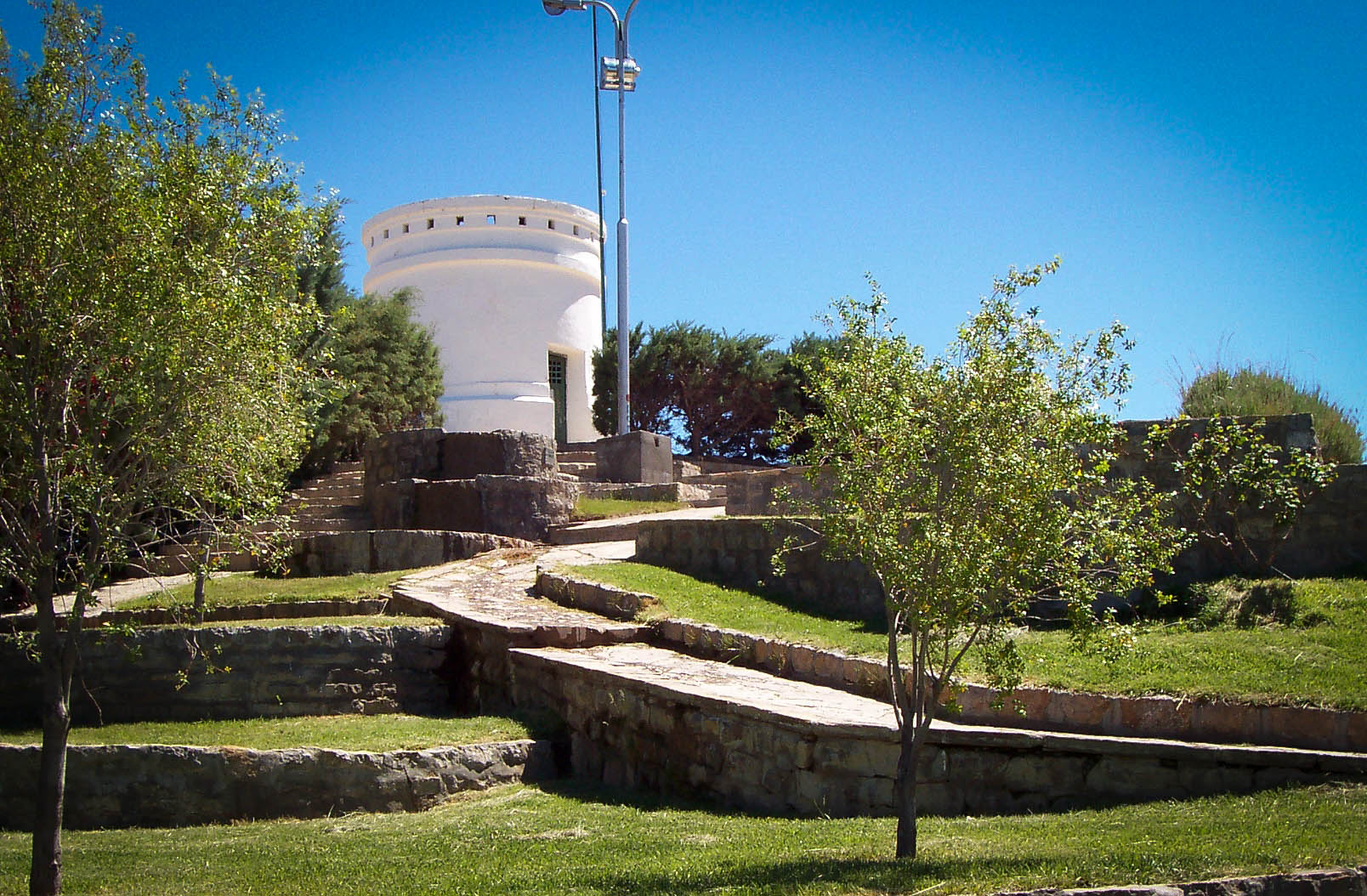
«Fortín IV División» (actual Chos Malal).

Al comenzar la segunda campaña de la definitiva Conquista del Desierto, la IV División al mando de Napoleón Uriburu del Ejército Argentino de Julio A. Roca, llegó a los valles del territorio en 1879, encontrando a Varvarco ocupado por unos 600 estancieros chilenos que poseían numerosas cabezas de ganado y abundantes cosechas, además de un subdelegado civil nombrado por las autoridades chilenas de Chillán y como interventor en lo militar, a los jefes de Angol que habían obtenido gran prestigio entre los aborígenes pehuenches, liderados por el cacique Purrán, a quienes les seguían arrendando las tierras.
Dicho jefe Uriburu, ofreció amplias garantías a los vecinos mientras se sometieran y acataran a las autoridades argentinas. De esta forma, el 5 de mayo del mismo año, se notificó al principal estanciero chileno Francisco Méndez Urrejola—que mantenía en la zona unos 380 hombres armados para mantener la seguridad y 100 trabajadores para cosechar— y así como a los vecinos de esos lugares, para presentarse ante el jefe de esa tropa en el neoformado «Fortín IV División».
Aunque las autoridades chilenas disputarían a la Argentina la soberanía sobre territorios más al sur, no lo hicieron en el territorio del actual departamento Chos Malal ni tampoco en el vecino de Minas —al igual que toda la cuenca del río Neuquén— de modo que la zona quedó incorporada al territorio argentino en forma efectiva según el principio del «Uti possidetis iure» y luego ratificado con el Tratado de 1881 entre Argentina y Chile.
La importancia regional de Varvarco cedió rápidamente ante la influencia de la cercana Chos Malal, fundada por el coronel Manuel José Olascoaga el 4 de agosto de 1887 en el lugar del fortín ya citado, que se convertía por un tiempo en capital del nuevo Territorio Nacional del Neuquén.

## Localidades[12]
- Chos Malal
- Tricao Malal
- Coyuco-Cochico
- Villa Curí Leuvú
- El Alamito

## Parajes
- Caepe Malal
- Chapua
- Costa Tilhue
- La Salada
- Lonco Vaca